# أدوية متاحة دون وصفة

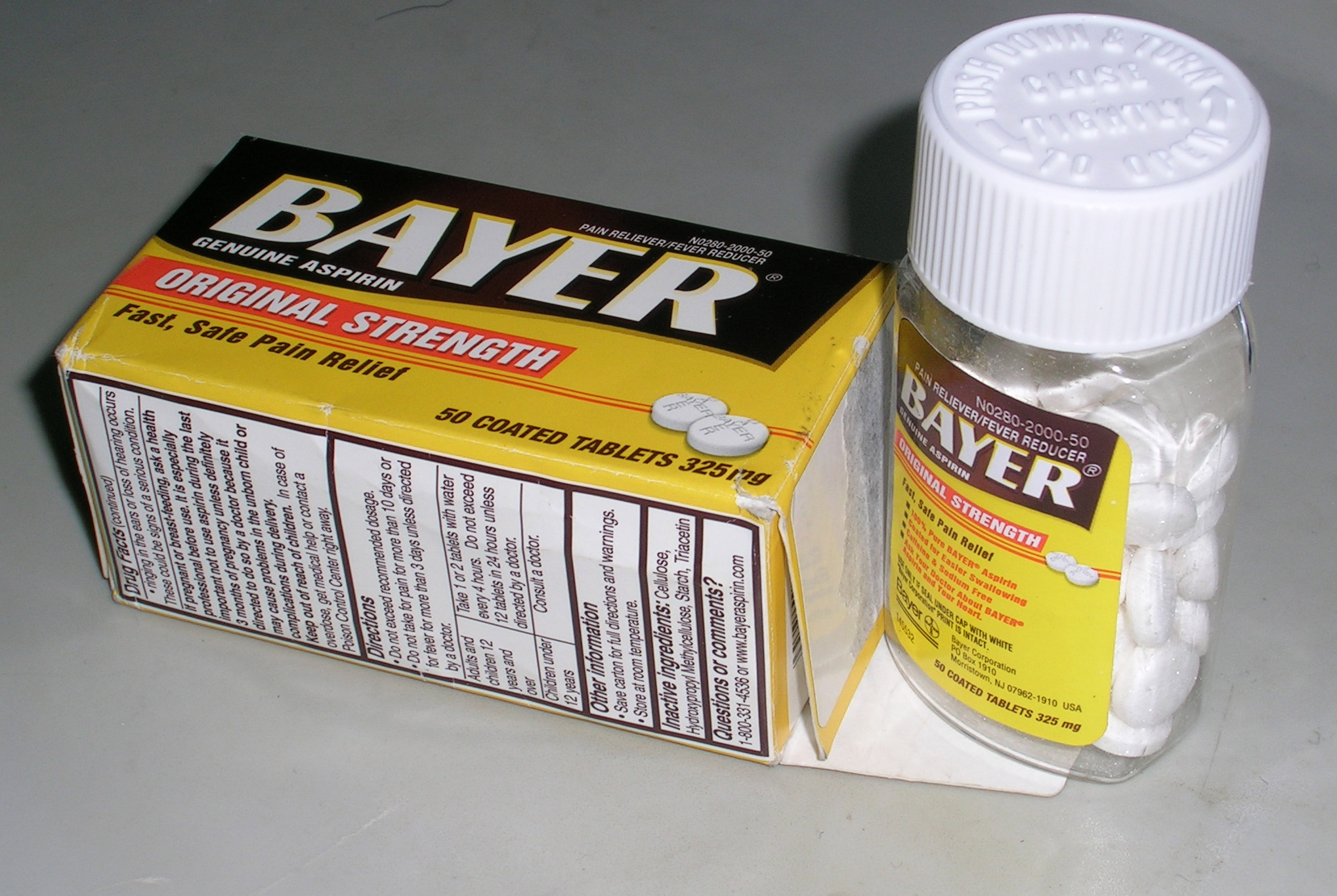

الأدوية المتاحة بدون وصفة (بالإنجليزية: over-the-counter drugs) هي الأدوية التي تصرف دون وصفة طبية مثل الباراسيتامول وغيره من مسكنات الألم الخفيف، والملينات، ومضادات الحموضة الحاوية على هيدروكسيد الألمنيوم، وبعض أدوية القرحة كمثبطات مستقبلات الهيستامين من النمط الثاني مثل رانيتيدين.
مجموعة الأدوية أو العلاجات المباعة في العالم ممكن أن تصنف ضمن مجموعتين:
1. المجموعة الأولى التي تصرف بموجب وصفة من قبل طبيب.
2. والمجموعة الثانية تصرف بدون وجود وصفة وهذه المجموعة تسمى عادة بالأدوية المتاحة بدون وصفة.

تتوافر المنتجات الدوائية الـOTC للمعالجة الذاتية قانونياً بدون إذن مسبق من أحد العاملين بالرعاية الصحية، مع اشتراط وضوح التعليمات وعدم تجاوز بعض المكونات لمقدار محدد. وتباع بشكل أساسي للحماية والمعالجة ولتفريج أعراض الأمراض الحادة والمزمنة. ولكن لا تستعمل لمعالجة الحالات الخطيرة والمعقدة والتي تستلزم التوجيه والانتباه من قبل أحد المختصين.
حجم تداولها يسوق في الولايات المتحدة ضمن المنتجات الصحية أكثر من 100,000 منتج دوائي OTC باستخدام أكثر من 800 مكون فعال، باعتبار المنتج الدوائي هو الدواء الذي قد يحوي مكون فعال واحد أو أكثر.
ويعتمد المستهلكون على الأدوية المتاحة دون وصفة في 38% من حالات الاحتياج للرعاية الصحية.
الحذر من مشاكلها ورغم أن الأدوية هذه آمنة على العموم إلا أنها قد تسبب مشاكل من حيث الإدمان، أو الآثار الجانبية، فمثلاً قد يأخذ المريض أكثر من دواء للزكام ويرتفع ضغطه نتيجة مضاد الاحتقان، أو قد يستخدم المريض الكثير من البارسيتامول مع الكحول مما يمكن أن يؤدي إلى فشل كبدي حاد.
إعادة التصنيف ووضع صنف ثالث وهذا الأمر قد دفع لإعادة تصنيف الأدوية باعتبار صرفها إلى ثلاثة أنواع، ما يصرفه الطبيب، وما يصرفه الصيدلي (تصنيف خلف الطاولة)، وما يشتريه المريض مباشرة من الصيدلية أو أماكن أخرى حسب ما تتيح قوانين البلد.

## التصنيف البريطاني
التصنيف الأمريكي الثنائي هو الأكثر شيوعاً في العالم، وفيما يلي التصنيف البريطاني الثلاثي:
- التصنيف الأول : ما يباع بوصفة الطبيب فقط Prescription Only Medication POM ولحامل الوصفة ويجب أن يكون الصيدلي على رأس عمله عند صرف هذه الأدوية؛ ومن هذه الأدوية المضادات الحيوية، وخافضات السكر، ومضادات الاكتئاب.
- التصنيف الثاني : ما يصرف بيد الصيدلي Pharmacy Only Medication P وتحوي هذه الأدوية مواداً أو عيارات أو أحجاماً تقتضي مزيداً من المعلومات والتعامل المباشر بين الصيدلي والمريض، جيث يتأكد الصيدلي من ملائمة الدواء لهذا المريض قبل صرف الدواء له، وهذا التصنيف يشار إليه أمريكياً بعبارة وراء الطاولة behind-the-counter، ويجب على الصيدلي وفق أنظمة وضعتها الجمعية الملكية الصيدلية لبريطانيا العظمى RSPGB أن يسأل المريض مجموعة من الأسئلة ليتأكد من موافقة الدواء لهذا المريض. كما أن كمية الدواء لها أهمية فقد صدر في 2008 تعليمات تمنع البيع دون وصفة إن كانت الأدوية تحوي إجمالاً أكثر من 720 ملغ سودوإفدرين أو 180 ملغ إفدرين.
- التصنيف الثالث : ما يدرج على جدول المبيع العام General Sales List GSL ولا يشترط فيها أن تحفظ على رفوف الصيدلية، كما لا يشترط في بائعها أن يكون صيدلانياً، وتعد هذه الأدوية آمنة على العموم لمعظم الناس ومنها البارسيتامول، والعبوات الصغيرة من بعض مضادات الحساسية، والملينات، وبعض المستحضرات الجلدية.

## أصناف الأدوية التي تباع دون وصفة
- المسكنات الخفيفة كالبارسيتامول
- بعض مضادات الحساسية

Brompheniramine maleate
Chlorcyclizine hydrochloride
Chlorpheniramine maleate
Dexbrompheniramine maleate
Dexchlorpheniramine maleate
Diphenhydramine citrate
Diphenhydramine hydrochloride
Doxylamine succinate
Phenindamine tartrate
Pheniramine maleate
Pyrilamine maleate
Thonzylamine hydrochloride
Triprolidine hydrochloride
- أدوية السعال سواء منها الخارجية كالكمفور أو المتناولة فموياً كبعض المقشعات والمسكنات مع قيود تحد من استخدام المسكن وحده في المنتج أو تحدد كميته في مجمل العبوة
- أدوية الزكام
- بعض الأدوية الموسعة للقصبات [2]